# Xã Brighton, Quận Lorain, Ohio
Xã Brighton (tiếng Anh: Brighton Township) là một xã thuộc quận Lorain, tiểu bang Ohio, Hoa Kỳ. Năm 2010, dân số của xã này là 915 người.